# Deogracias Rosario
Deogracias A. Rosario, ook wel D.A. Rosario, (Manilla, 17 oktober 1894 - Pasay, 26 november 1936) was een Filipijns dichter en schrijver in het Tagalog. Hij werd bekend met zijn korte verhalen en werd wel aangeduid als de "vader van de korte verhalen in Tagalog".

## Biografie
Deogracias Rosario werd geboren op 17 oktober 1894 in het district Tondo in de Filipijnse hoofdstad Manilla. Zijn vader was Francisco Rosario. Over zijn moeder is niets meer bekend dan dat ze familie was van Marcelo del Pilar. Rosario publiceerde zijn eerste werk al als tiener in de krant Ang Mithi. In 1912 verscheen 'Mangnanakaw' in Ang Demokrasyo. Later schreef hij voor Taliba. Daar werd hij ook aangenomen als assistent-redacteur en weer later werd hij er redacteur. Vanaf 1922 schreef Rosario, samen met onder meer Amado Hernandez en Cirio Panganiban ook korte verhalen voor het weekblad Liwayway. Zijn korte verhaal 'Mayroon Akong Isang Ibon' werd in 1932 door Teodoro Agoncillo uitgeroepen tot een van de zeven beste korte verhalen in Tagalog die waren verschenen in de Amerikaanse koloniale periode.
Naast korte verhalen schreef Rosario ook de Tagalog muziekteksten voor composities van onder meer Nicanor Abelardo en Francisco Santiago, waaronder 'Mutya ng Pasig' en 'Ako'y Anak ng Dalita' en 'Sakali Man'.
Rosario overleed in 1936 op 42-jarige leeftijd aan een hersenbloeding. Hij was getrouwd met Redencion Roxas.